# Kungligt bröllop
Kungligt bröllop (engelska: Royal Wedding) är en amerikansk musikalfilm från 1951 i regi av Stanley Donen. I huvudrollerna ses Fred Astaire, Jane Powell, Peter Lawford och Sarah Churchill. 

## Handling
Syskonen Tom och Ellen Bowen är två populära dansare på Broadway. De blir inbjudna att uppträda på drottning Elizabeths och Philip Mountbattens bröllop. Väl på plats blir de förälskade på varsitt håll.

## Om filmen
Filmen hade svensk premiär på biograf China i Stockholm den 1 oktober 1951. Den har visats vid ett flertal tillfällen på SVT, bland annat i januari 2019 och i september 2023, samt på TV4.

## Rollista
| Fred Astaire    | – Tom Bowen          |
| Jane Powell     | – Ellen Bowen        |
| Peter Lawford   | – Lord John Brindale |
| Sarah Churchill | – Anne Ashmond       |
| Keenan Wynn     | – Irving Klinger     |
| Albert Sharpe   | – James Ashmond      |

### Webbkällor
- ”Kungligt bröllop”. Internet Movie Database. http://www.imdb.com/title/tt0043983/. Läst 29 mars 2013.